# Peônio
Peônio (português brasileiro) ou Peónio (português europeu) foi um escultor nascido em Mende, na Macedônia, ativo no final do século V a.C. A única obra remanescente que lhe pode ser atribuída com segurança é uma Nice descoberta em Olímpia, datando de c. 420 a.C. De acordo com a inscrição na base ela foi dedicada pelo povo de Messênia e Naupacto depois de uma vitória em um conflito não mencionado, mas identificado como possivelmente sendo a Batalha de Esfatéria.[carece de fontes?]

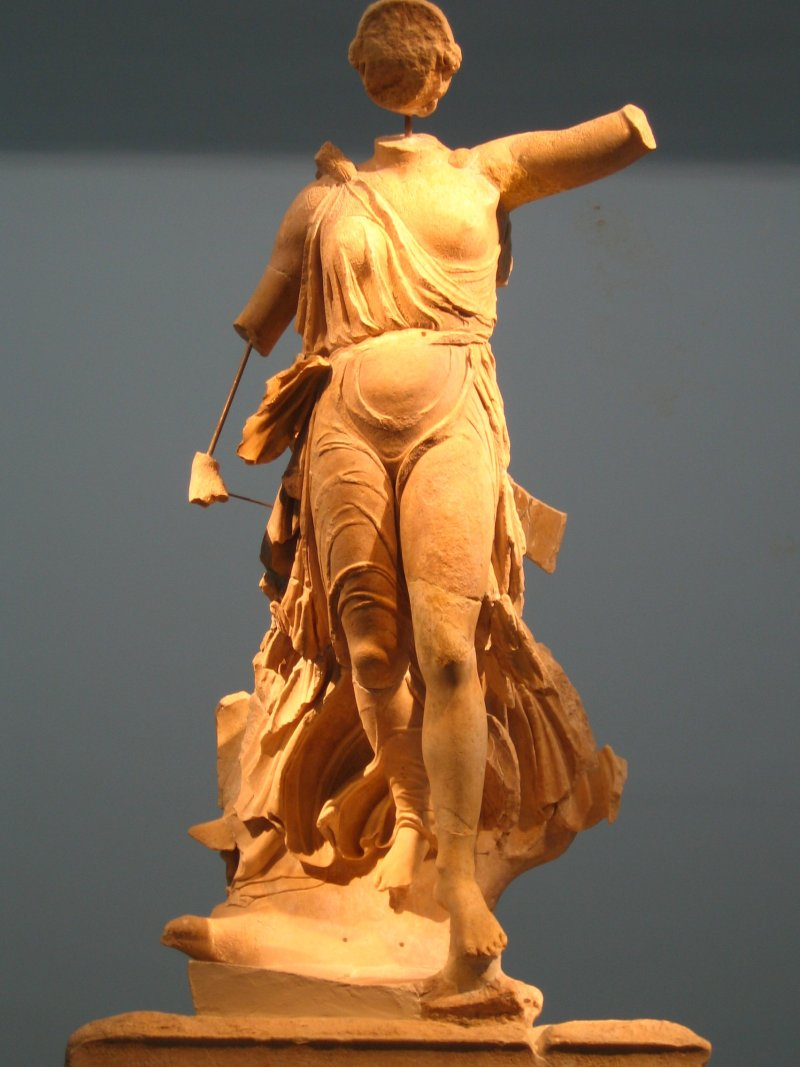
A Nice de Peônio

O escultor foi incumbido da criação dos acrotéria do Templo de Zeus em Olímpia. Pausânias diz que ele também executou os pedimentos, mas esta asserção é provavelmente um engano.[carece de fontes?]
A Nice de Peônio foi reproduzida nas medalhas dos Jogos Olímpicos de Atenas de 2004, e o original está preservado no Museu Arqueológico de Olímpia.[carece de fontes?]